# Dione (księżyc)
Dione (Saturn IV ) – czwarty pod względem wielkości księżyc Saturna. Został odkryty przez Giovanniego Cassiniego wraz z Tetydą w roku 1684. Jego nazwa pochodzi z mitologii greckiej. Dione była matką Afrodyty.
Ten naturalny satelita krąży wokół Saturna po orbicie kołowej, z okresem obiegu 65 godzin 41 minut i 5 sekund. Dwa nieregularne księżyce Saturna, Helena i Polideukes, poruszają się po tej samej orbicie co Dione w punktach Lagrange’a, są to więc tzw. księżyce trojańskie. Helena znajduje się w punkcie L4 orbity, a Polideukes w punkcie L5. Dione jest ponadto w rezonansie orbitalnym 1:2 z Enceladusem.

## Nazwa
Giovanni Cassini nazwał cztery odkryte przez siebie księżyce (Tetyda, Dione, Rea, Japet) imieniem Sidera Lodoicea (gwiazdami Ludwika) na cześć króla Ludwika XIV. Astronomowie zwykle nadawali księżycom nazwy odnoszące się do planety, wokół której krążyły, np. Tytan został nazwany Saturn VI. Jednak nazwy siedmiu największych księżyców pochodzą od Johna Herschela (syna Williama Herschela, odkrywcy Urana oraz księżyców Mimasa i Enceladusa). Po raz pierwszy zostały użyte w jego publikacji Rezultaty Astronomicznych Obserwacji z 1847.

## Charakterystyka fizyczna

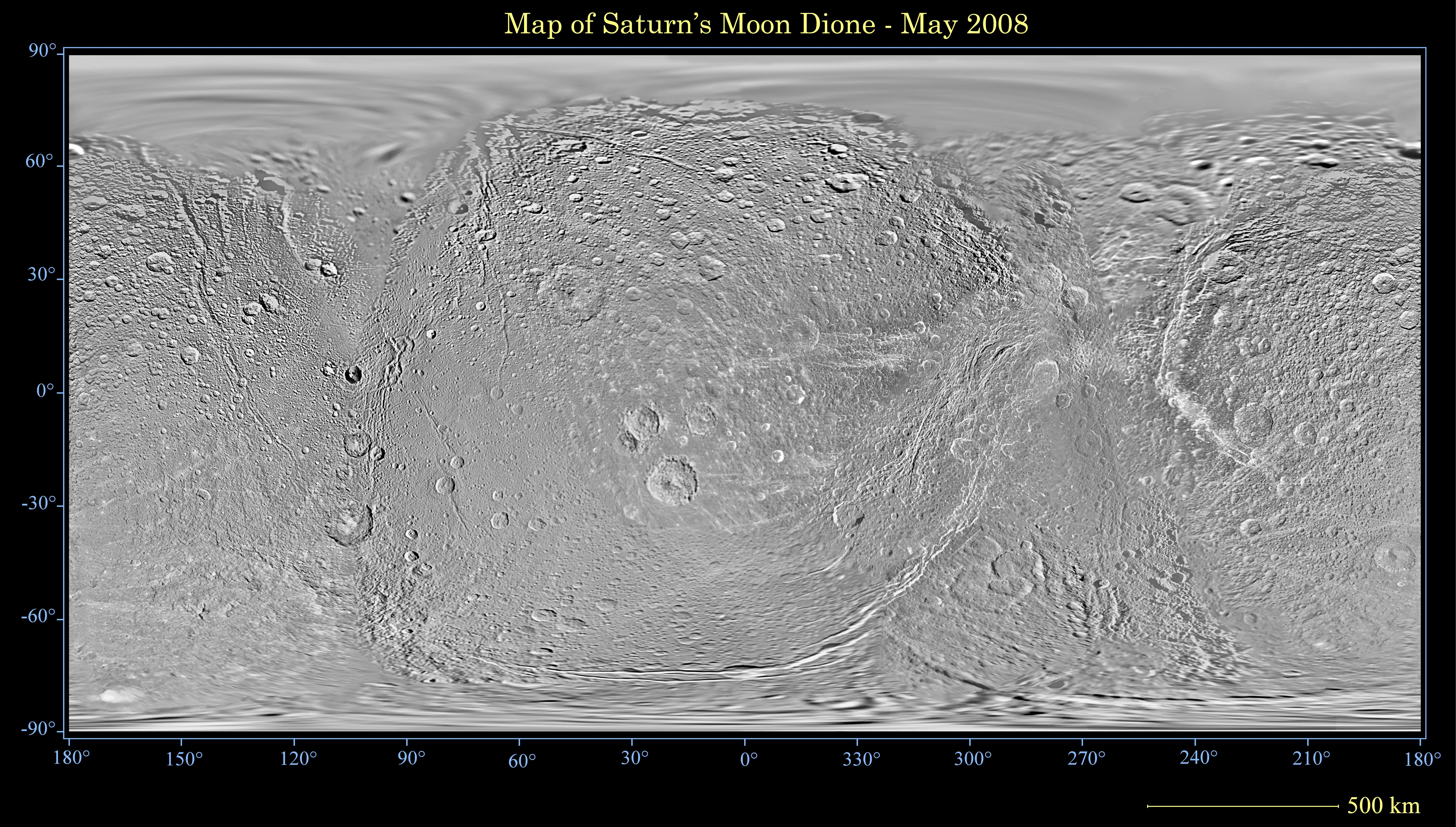
Mapa Dione wykonana w maju 2008 przez sondę Cassini-Huygens

Dione jest księżycem lodowym, zbudowanym w większości z wodnego lodu z domieszką materiału skalnego. Pod warstwą lodu znajduje się skalne jądro. Dione ma zróżnicowaną powierzchnię. Na półkuli zwróconej w kierunku Saturna przeważającą część krajobrazu stanowią kratery uderzeniowe. Na drugiej półkuli Dione widać sieć linii biegnących przez całą półkulę. Są to lodowe klify, zapewne pochodzenia tektonicznego, wysokie nawet na kilkaset metrów. Do największych z nich należą Carthage Linea i Palatine Linea. Większość nazw utworów powierzchniowych Dione pochodzi z Eneidy Wergiliusza.
W 2010 sonda Cassini-Huygens wykryła bardzo cienką warstwę zjonizowanego tlenu (O+
2) rozciągającą się nad księżycem. Gęstość tej śladowej atmosfery, określanej mianem egzosfery, wynosi jedynie jeden jon na 11 centymetrów sześciennych (w jednym metrze sześciennym jest ich około 90 000, czyli 5 bilionów razy mniej niż na Ziemi). Oznacza to, że egzosfera Dione jest tak gęsta jak atmosfera Ziemi na wysokości 480 kilometrów, czyli daleko poza granicą przestrzeni kosmicznej.